# Bertrand Lavier
Bertrand Lavier (Châtillon-sur-Seine, 14 giugno 1949) è un architetto francese.

## Biografia
Alterna la sua attività tra Parigi e Aignay-le-Duc, località nei pressi di Digione.
La sua attività di artista si è incentrata nella trasformazione dell'oggetto comune in opera d'arte e questa sua concezione artistica è stata la protagonista di diverse mostre sia in Francia sia all'estero.
Ha raggiunto la notorietà internazionale all'inizio degli anni ottanta.
Attualmente, tra gli altri progetti, Bertrand Lavier è impegnato, a Colle di Val d'Elsa, dove nell'ambito della riqualificazione del centro della città bassa (progetto coordinato dall'Atelier di Jean Nouvel), si occupa dell'arredo urbano della centrale Piazza Arnolfo di Cambio, dove ha progettato l'installazione di tendaggi, tutti di colore arancione ma con tonalità diverse, per i portici che circondano la piazza.